# Хмелько, Валерий Евгеньевич
Вале́рий Евге́ньевич Хмелько́ (30 июля 1939, Киев — 30 октября 2021) — советский и украинский социолог, профессор кафедры социологии Национального университета «Киево-Могилянская академия», президент Киевского международного института социологии.

## Биография
Закончил физический (1961) и философский (1971) факультеты и аспирантуру (1974) Киевского государственного университета им. Т. Г. Шевченко. В 1975—1990 гг. работал научным сотрудником Института истории партии при ЦК КПУ. Доктор философских наук (диссертация «Методологические и методические проблемы социологических исследований влияния НТР на направленность личности рабочего промышленности», Киев, 1987).
В 1990—1992 гг. возглавлял в Киеве Республиканский научно-практический социологический центр Социологической ассоциации Украины, на основе которого совместно с Владимиром Паниотто и Майклом Сваффордом в 1992 г. организовал Киевский международный институт социологии и стал его президентом. Основатель и в 1992—2000, 2008—2010 гг. заведующий кафедрой социологии Национального университета «Киево-Могилянская академия» в 2000—2002 — декан организованного им факультета социальных наук и социальных технологий этого же университета. В 1993 — приглашённый профессор, в 1996, 2000 и 2001 гг. — приглашённый исследователь департамента социологии Университета Джонса Хопкинса (США). С 1971 г. — член Советской Социологической ассоциации, в 1987—1991 — член её президиума; с 1990 г. — член Социологической ассоциации Украины, в 1990—1992 гг. её вице-президент, в 1998—2004 — член её Правления, в 2002—2007 — член её Комитета профессиональной этики; с 1988 г. — член Международной социологической ассоциации. Член редколлегии журнала Международной социологической ассоциации The International Journal of Sociology.
Специалист в области макросоциологии и социологии личности. В макросоциологии — автор прогноза преобразования производства информации в доминирующую сферу общественного производства [1], концепции завершения социогенеза с появлением существ, способных к созданию знаковых систем [2], теории исторических изменений доминанты макроструктуры процессов воспроизводства общества [3-6], анализа русско-украинской лингво-этнической и биэтнической гетерогенности этнонациональных структур регионов Украины [9, 16, 19]. В социологии личности является автором концепции личности как системы внутренней регуляции социальной активности человека, направленности личности как её диспозиционной структуры, а также методик измерения параметров и анализа взаимосвязей когнитивных и эмотивных компонентов социальных диспозиций [7-8].
По утверждению близкого коллеги Хмелько, доктора философских наук В. И. Паниотто, в ранней статье Хмелько[1] выдвинута теория о смене доминирующих видов производства, предвосхищающая книгу Э. Тоффлера «Третья волна».
Умер 30 октября 2021 года.

## Избранные работы
- 1. Виробничі відносини і суспільне виробництво життя // Вісник Київського університету. Серія філософії. — 1973. — № 7.
- 2. Найзагальніші особливості суспільних відносин // Філософська думка. — 1974. — N 6.
- 3. Содержание и структура производственных отношений как предмета общесоциологического исследования. Диссертация на соискание ученой степени кандидата философских наук. К.,1976.
- 4. Социально-политические проблемы НТР и идеологическая борьба. — К.: Политиздат Украины, 1978. — 368 с. (в соавторстве с В. В. Косолаповым и другими)
- 5. Производство как общественный процесс (актуальные проблемы теории и практики) / Отв. ред. В. И. Толстых. — М.: Мысль, 1986. — 350 с. (в соавторстве с В. И. Толстых, В. М. Межуевым, В. Н. Мазуром и Э. М. Агабабьяном).
- 6. Общественное производство жизни: структура процессов и её динамика // Общественные науки. — 1987. — № 2
- 7. Социальная направленность личности: некоторые вопросы теории и методики социологических исследований. — К.: Политиздат Украины, 1988. — 279 с.
- 8. НТР-контрастні групи промислових робітників: співвідношення когнітивних та емотивних структур життєвих диспозицій // Філософська думка. — 1990. — № 6
- 9. Третий год независимости: уроки вторых президентских выборов // Современное общество, Харьков, № 4, 1994
- 10. The Russian Factor and Territorial Polarization in Ukraine // The Harriman Review, vol. 9, № 1-2 (Spring), N.Y., 1996 (with D.Arel)
- 11. Regionalism and Ethnic and Linguistic Cleavages in Ukraine // Contemporary Ukraine: Dynamics of Post-Soviet Transformation. — New York, London: M.E. Sharpe, 1998 (with A.Wilson)
- 12. Complexity of Activities and Personality under Conditions of Radical Social Change: A Comparative Analysis of Poland and Ukraine // Social Psychology Quarterly, Vol.63, No.3, 2000 (with M.Kohn and others)
- 13. Макросоциальные изменения в Украине: годы независимости // Мониторинг общественного мнения: экономические и социальные перемены. Москва: ВЦИОМ, 2001, № 5 (55)
- 14. Macrosocial Change in Ukraine: the years of independence // Sisyphus. Social Studies. — 2002. — Vol. XVI
- 15. Transformations of Social Structure in Ukraine during the Decade of Independence // Studia Socjologiczne (Warszawa). — 2004. — nr.4
- 16. Лінгво-етнічна структура України: регіональні особливості та тенденції змін за роки незалежності // Наукові записки НаУКМА. Соціологічні науки. — 2004. — т.32
- 17. Соціальні структури і особистість: дослідження Мелвіна Л.Кона і його співпрацівників / Пер. з англ. за наук. ред. В.Є.Хмелька. — К.: Вид. дім "Києво-Могилянська академія, 2007. — 559 с.
- 18. Social Structure and Personality during the Process of Radical Social Change: A Study of Ukraine in Transition // New Frontiers in Comparative Sociology / edited by Masamichi Sasaki (International Studies in Sociology and Social Anthropology, vol.109). — Leiden: Brill, 2009. — P.119-170 (with M.Kohn, V.Paniotto and Ho-fung Hung)
- 19. Социальная основа расхождения электоральных предпочтений двух частей Украины на выборах 2004—2007 годов // Социология вчера, сегодня, завтра. Новые ракурсы.— СПб.: Эйдос, 2011. — С. 398—409.